# Otacilia mustela
Otacilia mustela là một loài nhện trong họ Phrurolithidae.
Loài này thuộc chi Otacilia. Otacilia mustela được miêu tả năm 2008 bởi Kamura.